# Пуэрта Бонита
«Пуэрта Бонита» (исп. CD Puerta Bonita) — испанский футбольный клуб из Мадрида, в одноименной провинции и автономном сообществе. Клуб основан в 1942 году, домашние матчи проводит на стадионе «Антигуо Канодромо», вмещающем 4 000 зрителей. В Примере и Сегунде команда никогда не выступала, лучшим результатом является 18-е место в Сегунде B в сезоне 2013/14.

## Сезоны по дивизионам
- Сегунда B - 1 сезон
- Терсера - 20 сезонов
- Региональные лиги - 47 сезонов

## Достижения
- Терсера
  - Победитель: 2012/13

## Тренеры
- Давид Кубильо (2013—2014)